# Världens lyckligaste par
Världens lyckligaste par är en sång skriven av Christer Ericsson, som ursprungligen spelades in av Lasse Stefanz, där Olle Jönsson sjöng, i duett med Lotta Engberg. Sångtexten handlar om ett par som träffats och gjort varandra lyckliga, varit tillsammans i flera år och tror på framtiden. De släppte den på singel 1986.
Melodin låg på Svensktoppen i 17 veckor (sommaruppehållet medräknat) under perioden 17 maj–22 november 1987., och var med om att toppa listan.
Intot har även används som signaturmelodi för dansbandsprogrammet Dansgolvet i Sveriges Radio P4 Jönköping.